# Radikal 64
Radikal 64 mit der Bedeutung „Hand“ ist eines von 34 der 214 traditionellen Radikale der chinesischen Schrift, die mit vier Strichen geschrieben werden.
Mit 411 Zeichenverbindungen in Mathews’ Chinese-English Dictionary gibt es sehr viele Schriftzeichen, die unter diesem Radikal im Lexikon zu finden sind.
Radikal 64 ist nur in Wörterbüchern, die die Langzeichen-Liste traditioneller Radikale verwenden, an der 64. Stelle der Radikalliste. In Wörterbüchern, die Kurzzeichen verwenden, findet es sich an ganz anderer Stelle wieder. Im Neuen chinesisch-deutschen Wörterbuch findet es sich zum Beispiel als Radikal Nummer 55 扌und Nummer 111 手 wieder.
Das Schriftzeichen entwickelte sich aus der bildlichen Darstellung einer Hand mit fünf Fingern. Durch die Verwendung des Schreibpinsels wurden die Finger in waagerechte Striche abgewandelt.
Die Schreibvariante 扌 steht immer links.

## Schriftzeichenverbindungen, die vom Radikal 64 regiert werden
| Striche | Zeichen |
| ------- | --- |
| +0      | 手 扌 |
| +01     | 扎 |
| +02     | 扐扑扒打扔払扖 |
| +03     | 扏扗托扙扚扛扜扝扞扟扠扡扢扣扤扥扦执扨扩扪扫扬 |
| +04     | 扭扮扯扰扱扲扳扴扵扶扷扸批扺扻扼扽找承技抁抂抃抄抅抆抇抈抉把抋抌抍抎抏抐抑抒抓抔投抖抗折抙抚抛抜抝                                                                               |
| +05     | 択抟抠抡抢抣护报抦抧抨抩抪披抬抭抮抯抰抱抳抴抵抶抷抸抹抺抻押抽抾抿拀拁拂拃拄担拆拇拈拉拊拋拌拍拎拏拐拑拒拓拔拕拖拗拘拙拚招拜拝拞拟拠拡拢拣拤拥拦拧拨择                           |
| +06     | 拪拫括拭拮拯拰拱拲拳拴拵拶拷拸拹拺拻拼拽拾拿挀持挂挃挄挅挆指挈按挊挋挌挍挎挏挐挑挒挓挔挕挖挗挘挙挚挛挜挝挞挟挠挡挢挣挤挥挦挧                                                     |
| +07     | 挨挩挪挫挬挭挮振挰挱挲挳挴挵挶挷挸挹挺挻挼挽挾挿捀捁捂捃捄捅捆捇捈捉捊捋捌捍捎捏捐捑捒捓捔捕捖捘捙捚捛捜捝捞损捠捡换捣捤                                                         |
| +08     | 捗捥捦捧捨捩捪捫捬捭据捯捰捱捳捴捵捶捷捸捹捺捻捼捽捾捿掀掁掂掃掄掅掆掇授掉掊掋掌掍掎掏掐掑排掓掔掕掖掗掘掙掚掛掜掝掞掟掠採探掣掤接掦控推掩措掫掬掭掮掯掰掱掲掳掴掵掶掷掸掹掺掼掽 |
| +09     | 捲掾掿揀揁揂揃揄揅揆揇揈揉揊揋揌揍揎描提揑插揓揔揕揖揗揘揙揚換揜揝揞揟揠握揢揣揤揥揦揧揨揩揪揫揬揭揮揯揰揱揲揳援揵揶揷揸揹揺揻揼揽揾揿搀搁搂搃搄搅                               |
| +10     | 掻搆搇搈搉搊搋搌損搎搏搐搑搒搓搔搕搖搗搘搙搚搛搜搝搞搟搠搡搢搣搤搥搦搧搨搩搪搫搬搭搮搯搰搱搲搳搴搵搶搷搸搹携搻搼搽搾搿摀摁摂摃摄摅摆摇摈摉摊摸                                   |
| +11     | 抲摋摌摍摎摏摐摑摒摓摔摕摖摗摘摙摚摛摜摝摞摟摠摡摢摣摤摥摦摧摨摩摪摫摬摭摮摯摰摱摲摳摴摵摶摷摹摺摻摼摽摾摿撀撁撂撃撄                                                             |
| +12     | 撅撆撇撈撉撊撋撌撍撎撏撐撑撒撓撔撕撖撗撘撙撚撛撜撝撞撟撠撡撢撣撤撥撦撧撨撩撪撫撬播撮撯撰撱撲撳撴撵撶撷撸撹撺                                                                     |
| +13     | 撻撼撽撾撿擀擁擂擃擄擅擆擇擈擉擊擋擌操擎擏擐擑擒擓擔擕擖擗擘擙據擛擜擝擞 |
| +14     | 擟擠擡擢擣擤擥擦擧擨擩擪擫擬擭擮擯擰擱 |
| +15     | 擲擳擴擵擶擷擸擹擺擻擼擽擾擿攀攁攂攃攄攅攆 |
| +16     | 攇攈攉攊攋攌攍攎攏攐攒 |
| +17     | 攑攓攔攕攖攗攘攙攚 |
| +18     | 攛 攜 攝3 |
| +19     | 攞攟攠攡攢攣攤攦攧 |
| +20     | 攥攨攩攪攫 |
| +21     | 攬 攭 |
| +22     | 攮 |

 Im Unicodeblock Kangxi-Radikale ist das Radikal 64 unter der Codepointnummer 12.095 (U+2F3F) codiert.